# Budakalász
Budakalász – miasto na Węgrzech, w komitacie Pest, w powiecie Szentendre. Według danych z 2022 roku miasto zamieszkiwały  11 933 osoby.

## Miasta partnerskie
Budakalász posiada 3 miasta partnerskie:
- Ada, Serbia
- Kahl am Main, Niemcy
- Lueta, Rumunia